# Legua York
Legua York es una clásica banda de Hip hop chileno formada el año 1997, en la ciudad de Santiago de Chile La Legua. Han editado discos, han realizado un trabajo colectivo con su propia agrupación sociocultural y giras nacionales e internacionales con una propuesta social, Internacionalista, cultural y política. 

## Biografía

### Origen
La historia de la banda comenzó a gestarse a mediados de 1997, cuando un grupo de raperos de la población La Legua, se juntó para diseñar grafiti, bailar Breakdance e intercambiar música. Uno de los miembros más avanzados era Lulo Arias, integrante de diversos proyectos hip-hop desde fines de los años '80.
Interesado en el sonido de bandas estadounidenses como Beastie Boys , Public Enemy entre otros , Lulo reclutó a tres de sus amigos, Mole, Seiser y B-Reck, con el propósito de improvisar rimas sobre temas instrumentales de artistas españoles. "Comprábamos los cassettes en el Persa Bío-Bío e inventábamos letras encima de la música. Si la canción duraba cuatro minutos, estábamos obligados a rapear ese tiempo", recuerda.
Tras la pronta salida de Seiser, la banda quedó alineada como trío, y en ese mismo formato se presentaron por primera vez en peñas y tocatas bajo el nombre de Impulso Latino de la Legua York. En un comienzo, la única intención era lograr notoriedad entre sus pares: "No teníamos más recursos que una radio vieja y cassettes que regrabábamos un millón de veces. Lo único que nos importaba era ser conocidos dentro de la población". Cuando un animador los presentó involuntariamente como Legua York, sus integrantes decidieron mantener para siempre ese apelativo.
Tras dos años de rodaje y un sostenido ritmo de tocatas dentro del segmento más subterráneo del hip-hop, la banda editó su primera grabación casera, Legua York (1999). Pese a la precaria calidad de sonido, este logró un tibio reconocimiento gracias al contenido de sus rimas, buen preámbulo de la fuerza que tendrían después. Al año siguiente, el grupo ganó el concurso "Reconstruyendo la historia de La Legua en dictadura" con una versión muy propia para el himno "El pueblo unido", de Sergio Ortega. Por esa época, ya se había integrado de manera estable Reween, un adolescente que era invitado frecuente en las presentaciones en vivo.
En el verano de 2001 se produjo el primer hito en la carrera del grupo. Trabajando en una tienda del centro comercial Eurocentro, Lulo Legua tuvo un casual encuentro con el rapero francés Tea, del grupo Paradise Apokalistik. Tras una improvisación free-style a dos idiomas, Tea fue invitado al estudio para grabar en algunas pistas, que quedaron plasmadas en Este kon mayo (2001), la primera casete oficial del grupo, con dos mil copias para su distribución. Durante la grabación, sus integrantes debieron afrontar la salida de B-Reck, quien pidió un receso indefinido para tratar su adicción a las drogas. Reducidos nuevamente a dúo, Lulo Arias y Reween lanzaron a fines de ese año Remasteriza'o, disco donde reemplazaban las pistas pregrabadas del demo inicial por sonidos propios.

### El salto a la masividad
En diciembre de 2001 ingresó a Legua York otro de sus integrantes reconocidos, Ricardo Cien (Ricardo Cabezas Gallano) , proveniente del grupo Métrica ( Grupo de Rap de fines de los 90 de la comuna de la Florida al sur de Santiago). El trío inició en esta misma fecha un período de transición desde los reducidos círculos poblacionales a presentaciones con mayor exposición. Ricardo Cien decidió dar un paso internacional dejando Legua York el año 2010 para radicarse en Alemania donde reside actualmente siendo vocalista de la banda multicultural (Cuico).
En ese año 2001 obtuvieron el segundo lugar en el Festival de Todas las Artes Víctor Jara con "El pueblo unido". El certamen representaba un enorme desafío para la banda, dada su reconocida admiración por la obra del cantautor. "Es uno de los pocos artistas al que seguimos a ojos cerrados desde niños", afirma Lulo arias. En los dos años siguientes Legua York se quedó con el primer lugar, gracias a las canciones "Vida y muerte" y "No quiero mártires".
Dichos triunfos les permitieron aparecer en un compilado del Sello Alerce y firmar un contrato por tres discos con esa disquera. En julio de 2003, y poco después de su actuación con el músico español Fermín Muguruza (en mayo, en el Teatro Providencia), lanzaron su primer disco oficial, Antología Underground 1997-2003, una recopilación de los mejores temas de sus grabaciones previas. Al año siguiente fue editada la compilación Hip-hop sin fronteras (2004), una variada selección de canciones donde los miembros de la banda participan como solistas junto a varios exponentes del rap en Chile.
Con la idea de experimentar nuevos sonidos, Legua York se encerró por un año a grabar un álbum con temas nuevos. A fines de 2004 la banda editó Huelga de hambre, el disco que terminó por consolidarlos. Este contó con la participación de músicos como Claudio Narea, Anita Tijoux y el trovador Francisco Villa. Si líricamente es su trabajo más punzante, en lo musical muestra una apertura al acercarse a otros ritmos. La prensa local destacó a Huelga de hambre como uno de los mejores discos del año, y el diario argentino "Página 12" nombró al grupo entre los siete mejores proyectos emergentes de América Latina.

### 2005, el mejor año
Con esos pergaminos, en agosto del 2005 Legua York se presentó en el 16º Festival Mundial de la Juventud y los Estudiantes en Caracas Venezuela, junto a decenas de grupos pertenecientes al naciente colectivo Hip-Hop Revolución.
En una de sus actuaciones más memorables, el grupo comprobó los alcances de su popularidad cuando más de treinta mil personas los despidieron coreando la letra de su clásico "Vida y muerte". Fue un buen preludio de su gira “Europa, non stop!" que entre septiembre y octubre los llevó por distintos escenarios de Alemania, País Vasco, Cataluña, Francia y España.
En el segundo semestre de ese año, Lulo fue reconocido por el diario "El Mercurio" como uno de los cien líderes jóvenes del país. En paralelo, Reween congeló sus funciones en la banda para retirarse a estudiar 
Como una forma de contrarrestar los altos precios de los discos, el trío se sumó a las nuevas fórmulas legales de distribución de la creación artística sacando sello propio para discos a bajo costo y también empezó a usar distribución bajo la licencia libre Creative Commons.
El 24 de diciembre de 2005 de regalo de Navidad a sus fanes, la banda editó un disco de 29 minutos titulado No somos santos, descargable sin costo desde la red.
Siempre fiel a una línea ideológica de izquierda, la banda ha mantenido su activismo político constante. Desde 2000, Legua York forma parte del colectivo Agosto Negro, que agrupa a diferentes agrupaciones y personas del rap en apoyo a causas como las de los presos políticos y los artistas de países que sufren embargos, como Cuba e Irak. Entre sus actividades se encuentran la convocatoria a marchas, organización de acciones poblacionales, eventos como el Festival Agosto Negro visitas a cárceles de menores entre otras.
Hitos destacado del trío han sido su activa participación en la franja presidencial y parlamentaria del conglomerado de izquierda Juntos Podemos Más desde el 2005 así como sus histórica presentación en el court central del Estadio Nacional con motivo de la visitas de presidentes de la izquierda latinoamericanista como lo ha sido con el boliviano Evo Morales en marzo del 2006 o con el venezolano Hugo Chávez.

### La historia continúa
Este grupo de legüinos al parecer no conocen de descanso, desde esos últimos hitos también debemos destacar sus ya constantes viajes por el mundo, con giras en Europa en el año 2007, 2009 y 2010, también la destacada campaña a concejal de Gustavo Arias en el año 2008, diversos discos más que han visto la luz en diversos formatos entre estos últimos discos esta Militantes Hip Hop sacado bajo etiqueta Dicap o el actual Radio Legua York bajo etiqueta Gitano Records, las filas del grupo siguen en constante movimiento. Hoy con la participación del hijo mayor de Arias llamado Isaac que desde muy niño ha estado cerca de la banda, muchas veces también se dejan ver sobre la tarima nuevo pequeño llamado Salvador de solo 6 años los cuales paso a paso van forjando camino en esta familia de raperos que no descansan su movimiento constante y directo. Actualmente acaban de sacar dos de los discos que es la trilogía de poesías proletarias para descargarlos www.leguayork.com o también en Portaldisc.

### Historia reciente
Legua York con la formación original se reúnen el año 2017 para lanzar un disco recopilatorio llamado "Revolucionar el futuro" con su nuevo sencillo "Código Proletario" en conmemoración por sus 20 años desde la formación de la banda y colectivo. El 2018 se espera que la banda en su actual formato digital vuelva a sorprendernos con dos singles y el mismo formato integrado por Ricardo Cien, Lulo Arias y Marcelo "Reween" Gómez, con la misma actitud y compromiso por la lucha social y de las demandas de la ciudadanía.

## Discografía
- 1999 - Legua York (Independiente)
- 2000 - Remasteriza'o (Independiente)
- 2001 - Este Kon Mayo (Independiente)
- 2003 - Antología Underground 1997 - 2003 (Alerce)
- 2004 - Hip Hop Sin Fronteras (Alerce)
- 2004 - Huelga De Hambre (Alerce)
- 2005 - No Somos Santos (Independiente)
- 2010 - Radio Leguayork (álbum) (Gitano Records)
- 2012 - poesiasproletarias (álbum) (etiquetaroja)
- 2014 - cancionero obrero en cleta
- 2017 - revolucionar el futuro (independiente)

### ConHipHopLogía
- 2001 - Del Mensaje A La Acción (Independiente)

## Videos musicales
- Marichiweu
- Vida y muerte
- El pueblo unido
- ¿Dios habla en inglés?
- Sombras